# Marita Lange
Marita Lange, född 22 juni 1943 i Halle an der Saale, är en före detta tysk friidrottare.
Hon blev olympisk silvermedaljör i kulstötning vid sommarspelen 1968 i Mexico City.